# UIT 22
UIT 22 war ein italienisches, später deutsches Front- und Fracht-U-Boot der Liuzzi-Klasse im Zweiten Weltkrieg.

## Geschichte
UIT 22 wurde am 15. Dezember 1938 als italienisches U-Boot Alpino Bagnolini auf der Werft Franco Tosi in Tarent auf Kiel gelegt. Der Stapellauf erfolgte am 28. Oktober 1939, die Indienststellung unter Capitano di Corvetta Franco Tosoni-Pittoni am 22. Dezember 1939. In der Nacht vom 11. auf den 12. Juni 1940 versenkte er südlich der Insel Kreta den britischen Leichten Kreuzer Calypso. Die Calypso war das erste britische Schiff, das die italienische Marine im Zweiten Weltkrieg versenkte. Tosoni-Pittoni übergab nach drei Feindfahrten und einem erfolgreichen Gibraltar-Durchbruch in den Atlantik das Kommando an Capitano di Corvetta Giulio Chialamberton, der mit dem Boot eine Feindfahrt durchführte. Dessen Nachfolge trat Capitano di Corvetta Mario Tei an und führte drei Feindfahrten in den Mittelatlantik durch. Letzter Kommandant der Alpino Bagnolini wurde Tenente di Vascello Angelo Amendolia, welcher das Boot auf der letzten Feindfahrt in den Mittelatlantik führte.
Nach der Rückkehr hatte sich die politische Situation geändert; die Alliierten waren in Italien gelandet, Mussolini abgesetzt und die Wehrmacht führte den Fall Achse durch: Die italienische Besatzung musste das Boot, wie alle anderen italienischen Schiffe auch, im September 1943 an die Kriegsmarine übergeben. Diese stellte es als UIT 22 am 10. September 1943 in Brest unter dem Kommando von Leutnant zur See der Reserve, später Oberleutnant zur See der Reserve Carl Wunderlich, in Dienst. Unter Oberleutnant Wunderlich führte UIT 22 als Maling eine Karikatur einer Meerjungfrau, oder des Neptun, welche eine Keule trägt und auf einem Torpedo reitet.

## Einsätze alsAlpino Bagnolinivom 7. September 1940 bis zum 13. März 1943

### 1. Feindfahrt vom 7. September bis zum 30. September
Ziel der Feindfahrt waren der Gibraltar-Durchbruch und die Überführung nach Frankreich
- Auslaufen aus Tarent am 7. September.
- Durchbruch der Straße von Gibraltar in den Atlantischen Ozean am 13. September.
- Torpedierung und Versenkung des 3.302 BRT großen spanischen Frachters Cabo Toratosa am 18. September.
- Anlaufen des Betasom-Stützpunktes in Bordeaux am 30. September.

### 2. Feindfahrt vom 24. Oktober 1940 bis zum 15. November 1940
Ziel der Feindfahrt war die Operation nördlich der Kanarischen Inseln.
- Auslaufen aus Bordeaux am 24. Oktober.
- Einlaufen in Bordeaux am 15. November. Keine Vorkommnisse auf dieser Fahrt.

### 3. Feindfahrt vom 8. Dezember 1940 bis zum 5. Januar 1941
Ziel der Feindfahrt war die Operation im Nordatlantik westlich der Straße von Gibraltar.
- Auslaufen aus Bordeaux am 8. Dezember.
- Torpedierung und Versenkung des 3.660 BRT großen britischen Frachters Amicus am 19. Dezember.
- Einlaufen in Bordeaux am 5. Januar.
- Kommandant Franco Tosoni-Pittoni geht von Bord.
- Capitano di Corvetta Giulio Chialamberton übernimmt das Kommando.

### 4. Feindfahrt vom 10. Juli 1941 bis zum 18. August 1941
Ziel der Feindfahrt war die Rückkehr in das Operationsgebiet im Nordatlantik westlich der Straße von Gibraltar.
- Auslaufen aus Bordeaux am 10. Juli.
- Einlaufen in Bordeaux am 18. August.
- Kommandant Giulio Chialamberton geht ebenfalls von Bord.
- Capitano di Corvetta Mario Tei wird nachfolgender Kommandant der Alpino Bagnolini. Keine Vorkommnisse auf dieser Fahrt.

### 5. Feindfahrt vom 18. Januar 1942 bis zum 20. Februar 1942
Ziel der Feindfahrt war die erneute Rückkehr in das Operationsgebiet im Nordatlantik westlich der Straße von Gibraltar.
- Auslaufen aus Bordeaux am 18. Januar.
- Einlaufen in Bordeaux am 20. Februar. Keine Vorkommnisse auf dieser Fahrt.

### 6. Feindfahrt vom 26. April 1942 bis zum 28. Juni 1942
Ziel der Feindfahrt war die Operation im Mittelatlantik.
- Auslaufen aus Bordeaux am 26. April.
- Einlaufen in Bordeaux am 28. Juni. Keine Vorkommnisse auf dieser Fahrt.

### 7. Feindfahrt vom 15. September 1942 bis zum 17. November 1942
Ziel der Feindfahrt war die Operation im Mittelatlantik südwestlich von Freetown.
- Auslaufen aus Bordeaux am 15. September.
- Einlaufen in Bordeaux am 17. November.
- Capitano di Corvetta Mario Tei geht ebenfalls von Bord.
- Tenente di Vascello Angelo Amendolia wird letzter Kommandant der Alpino Bagnolini. Keine Vorkommnisse auf dieser Fahrt.

### 8. Feindfahrt vom 14. Februar 1943 bis zum 13. April 1943
Ziel der Feindfahrt war die Operation im Mittelatlantik an der Nordküste Brasiliens.
- Auslaufen aus Bordeaux am 14. Februar
- Einlaufen in Brest am 13. April

Übergabe der Alpino Bagnolini an die deutsche Kriegsmarine am 8. September

## Einsatz alsUIT 22vom 2. Dezember 1943 bis zum 11. März 1944

### Verlegungsfahrt vom 2. Dezember 1943 bis zum 4. Dezember 1943
Verlegung zur Kriegsmarinewerft in Bordeaux, um zum Transport-U-Boot umgebaut zu werden.
- Auslaufen aus Brest am 2. Dezember.
- Einlaufen in die Kriegsmarinewerft Bordeaux am 4. Dezember.
- Beginn der Umbauarbeiten.
- Rangerhöhung des Kommandanten Carl Wunderlich vom Leutnant zur See der Reserve zum Oberleutnant zur See der Reserve.

### 1. Transportunternehmung vom 19. Januar 1944 bis zum 11. März 1944
Ziel der Unternehmung war der Transport von 18.200,7 kg Quecksilber und 130.829 kg Spezialstahl von Bordeaux nach Penang.
- Auslaufen aus Bordeaux am 19. Januar.
- Einlaufen in Bordeaux am 21. Januar.
- Auslaufen aus Bordeaux am 26. Januar.
- Versenkung des Bootes im Südatlantik durch drei Catalina Flugboote südlich von Kapstadt am 11. März.

## Verbleib
UIT 22 wurde am 11. März 1944 südlich von Kapstadt um 10:22 Uhr von der Consolidated PBY Catalina D an der Wasseroberfläche entdeckt und mit Bordwaffen sowie fünf Wasserbomben attackiert. UIT 22 konnte den Angriff abwehren und schnell auf Tiefe gehen, doch es tauchte wenig später wieder auf. Die Catalina drehte daraufhin zum zweiten Angriff, warf erneut sechs Wasserbomben und schoss mit den Bordwaffen. UIT 22 konnte wiederum wegtauchen, doch das Boot tauchte wenig später letztmals auf. Daraufhin kamen noch die Consolidated PBY Catalinas P und A hinzu und warfen noch mehr Wasserbomben ab, die direkt vor dem Turm von UIT 22 detonierten und das Boot versenkten. Die Catalinas wurden von den Kanadiern Frederick J. Roddick (Catalina D), N.S.S Nash (Catalina P) und A.H. Surridge (Catalina A) geflogen. Die Flugboote gehörten dem 226. und 279. Geschwader der britischen Royal Air Force, stationiert in Südafrika, an. UIT 22 ging mit der gesamten Besatzung von 43 Mann im ehemaligen Marineplanquadrat JJ 4173 auf der Position 41° 28' S – 17° 40' O verloren.